# 3-тя лінія (Київ)
3-тя лі́нія — вулиця в Оболонському районі міста Києва, селище Пуща-Водиця. Пролягає від вулиці Ірини Жиленко до Лісної вулиці.
Прилучаються вулиці Федора Максименка, Миколи Юнкерова і Квітки Цісик.

## Історія
Вулиця виникла наприкінці XIX — на початку XX століття під сучасною назвою.